# Ocean Odyssey (programa de televisión)
Ocean Odyssey es un programa de televisión de 2 horas de duración, producido en 2006 por Impossible Pictures Limited para la BBC, trasmitido en Latinoamérica como Odisea en el Océano. Consta de 2 episodios cada uno de 1 hora de duración. Trata sobre la vida de un cachalote macho, desde su primera inmersión, hasta su muerte varado en una playa. A diferencia de la mayoría de las producciones de Impossible Pictures, esta usa imágenes generadas por computador para recrear animales existentes.

## Sinopsis
El programa recrea la vida de un cachalote desde el año 1929, cuando tenía 2 años, hasta que es encontrado varado en la playa a los 80 años de edad. Durante este viaje el cachalote tiene que enfrentarse constantemente con el peligro, desde tsunamis, terremotos y corrimientos de tierra submarinos, hasta ataques de ballenas asesinas y asombrosas batallas con calamares gigantes.
Cuando el cachalote y su familia se sumergen más de dos kilómetros bajo la superficie, las profundidades oceánicas muestran toda la vida que guardan, mostrando a los seres humanos los seres ocultos por la oscuridad del abismo.
Explora los cañones y volcanes submarinos y las cordilleras más altas y largas de la Tierra, el cachalote muestra su suprema adaptación a este ambiente. Se puede apreciar una variedad de paisajes desde los bosques de agujas de la Ciudad Perdida, en medio del Océano Atlántico, hasta los profundos cañones submarinos y los enormes campos de chimeneas hidrotermales.
Finalmente los episodios muestran la relación de las ballenas con el ser humano y con el océano. Además analiza cómo ha cambiado su medio ambiente en los últimos años por la acción del hombre, lo que produce encuentros con cables submarinos, la aparición de los modernos y letales barcos balleneros, hasta la invasión gradual las zonas marinas profundas por la especie humana.